# Antoine de Cousu
Antoine de Cousu [Du Cousu] est un ecclésiastique, maître de chapelle, compositeur et théoricien français, actif en Picardie dans la première moitié du XVIIe siècle.

## Biographie

### Noyon
Il est né à Amiens au début du XVIIe siècle. La première mention qu’on a de lui concerne un poste de chantre à la Sainte-Chapelle de Paris, en 1632. Cousu est ensuite maître de chapelle à Noyon.

### Saint-Quentin
En février 1635, Mersenne le dit maître de la musique de la collégiale de Saint-Quentin, et en 1636 le cite deux fois comme chanoine de cette même église.
On connait deux actes notariés le concernant à Saint-Quentin : le 19 juillet 1637 il est témoin au contrat de mariage de Milan de Chauvenet avec Catherine Le Sergent ; il l’est aussi le 8 septembre 1641 au mariage de Georges de Chauvenet avec Marie Le Sergent. Il meurt à Saint-Quentin le 11 août 1658 et est enterré dans la (chapelle Saint-Nicolas (aujourd’hui chapelle Saint-Roch) de la collégiale de Saint-Quentin.

## Œuvres
Cousu est plus connu comme théoricien que comme compositeur, ayant laissé un important traité de musique et une seule fantaisie à quatre parties.

### LeSystème royal
Vers 1633, Cousu a publié un Système royal, dédié à Louis XIII, probablement une méthode simple de solfège qui semble lui avoir valu une certaine notoriété, et peut-être son canonicat à Saint-Quentin. C’est ce que laisse entendre Annibal Gantez en 1643 : « ou pour Monsieur Du Cousu, qui a plus attrapé du roy avec une gamme ou un main qu’il luy a présentée, que je n’ay su faire avec mes deux pieds en parcourant tout le royaume, puisqu’il est chanoine de Saint-Quentin... ».
Cet ouvrage est perdu.

### LaFantaisie en faveur de la quarte

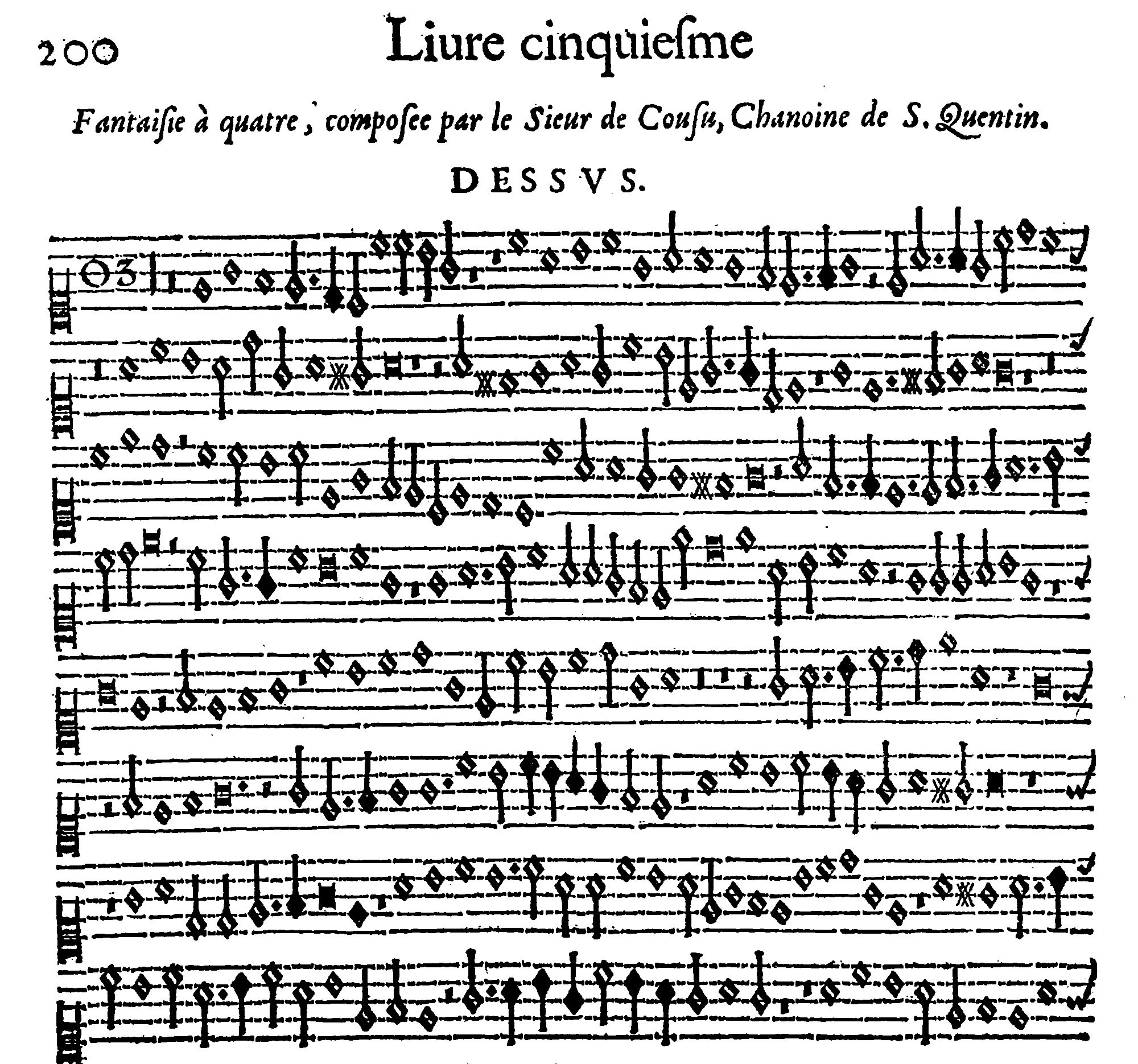
Début de la fantaisie "en faveur de la quarte" d'Antoine de Cousu, dans Marin Mersenne, Harmonie universelle (Paris, 1636).

Cette pièce à quatre parties est publiée en parties séparées dans l’Harmonie universelle de Marin Mersenne, aux p. 199-204 (en fait p. 299-304) du Cinquiesme livre de la composition de musique ; il y souligne le grand savoir-faire du compositeur et la parfaite correction de l’écriture.
La fantaisie est republiée par Athanasius Kircher en 1650 dans sa Musurgia universalis (livre VII, p. 627-634), cette fois en partition. Kircher souligne également l’originalité et la valeur de cette pièce.
Edition moderne par Olivier Trachier : Strasbourg : Cahiers du Tourdion , [2014], 8 p.

### LaMusique universelle

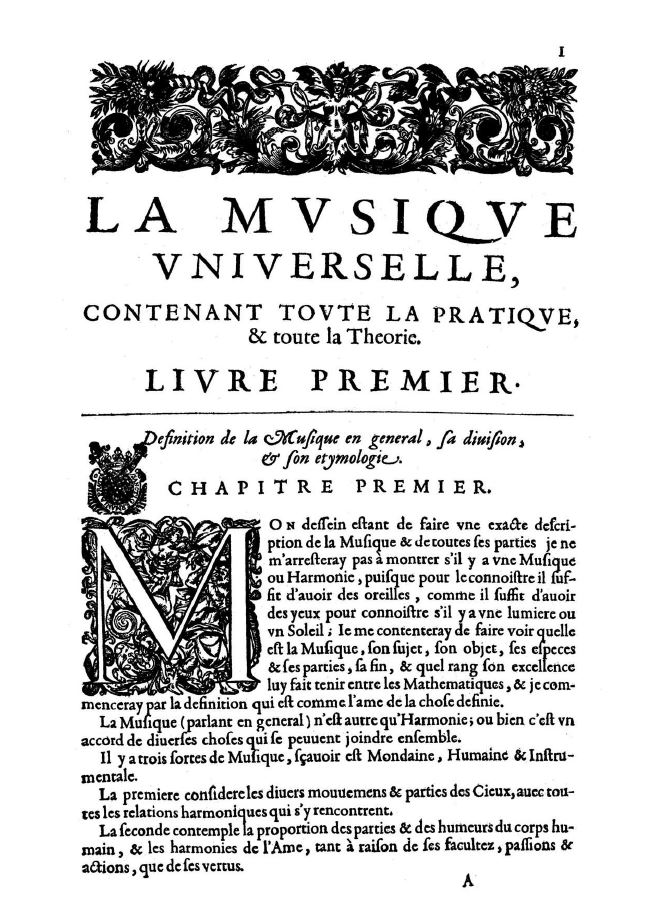
Début de la Musique universelle d'Antoine de Cousu (Paris : Robert III Ballard, c. 1658). (c) Bibl. Mazarine.

Les deux mentions que Mersenne fait de Cousu en 1636 révèlent qu’il travaillait déjà à cette époque à un important traité de musique. Ce traité a été publié plus de vingt ans plus tard, en 1658 par Robert III Ballard, mais la mort de l’auteur est venue interrompre sa publication.
La Musique universelle, contenant toute la pratique, et toute la théorie. Paris : Robert III Ballard, vers 1657-1658. 2°, 208 p. RISM B-VI p. 241, Guillo 2003 n° 1658-F. Bruxelles BR : Fétis 5357 C RP. Prov. Sébastien de Brossard, avec au début une note historique de François-Joseph Fétis. Paris Maz. : Rés D 4727. Prov. Abbaye de Saint-Germain-des-Prés. Les deux seuls exemplaires connus ne contiennent que les pages 1–208, c'est-à-dire les livres I et II complets, et les premiers chapitres du livre III. Numérisé sur IMSLP
La note de Fétis au début de l’exemplaire de Bruxelles précise les choses suivantes : « Le 16 janvier 1656 il [Cousu] obtint un congé du chapitre [de Saint- Quentin] pour le cas où il feroit imprimer son livre de musique. Il se rendit en effet à Paris pour prendre des arrangements avec l'imprimeur Ballard, pour la publication de cet ouvrage ; il fut de retour à Saint-Quentin le 3 juillet de la même année. Le 22 mars 1658 il obtint un nouveau congé pour aller à Paris surveiller l'impression de la Musique universelle ; de retour à Saint-Quentin, il y mourut le 11 août 1658. (Extrait d'un journal des affaires du chapitre de Saint-Quentin, depuis 1645 jusqu'en 1685, par le chanoine de Croix, de cette église, dont le ms., volume 8° de 800 pages, existe aujourd'hui (1860) chez M. Le Serrurier, conseiller à la Cour de cassation de Paris).
Sébastien de Brossard précise quant à lui dans son catalogue : « Cet ouvrage a esté commencé d'imprimer chez le Sr Ballard [...] et l'autheur estoit un nommé Mr de Cousu Chanoine de St Quentin qui le faisoit imprimer à ses frais, mais cet ouvrage en est demeuré, par la mort de l'autheur, à la 208e page, et c'est bien dommage, car ce qui en reste est du plus excellent. Je me trouvay heureusement chez le Sr Ballard, dans le moment qu'il faisoit un triage des papiers inutiles de son magasin, et je sauvay ce fragment du nauffrage, que je crois par conséquent unique. ». Cette mention prouve que l’ouvrage était imprimé aux frais de l’auteur, ce qui arrivait souvent à l'époque.
L’ouvrage de Cousu contient une présentation systématique des principes et des règles de la musique (comme Mersenne l’avait fait en 1636), de sa notation et du contrepoint. On considère que le travail est honnête et approfondi, sans toutefois contenir aucune idée foncièrement nouvelle pour l’époque. Mais il est un des premiers théoriciens à mettre au même niveau la théorie et la pratique : « La pratique estant jointe à la théorie, ou la Théorie à la Pratique, vallent beaucoup mieux, que quand elles sont séparées ».
Toutefois, Cousu s’attache encore, curieusement, à expliquer les anciens signes de mensurations et de ligatures, alors que leur usage tombait déjà en désuétude (ce qui appuie l’hypothèse que le traité avait été composé quelques dizaines d’années auparavant). Ceci ressort aussi d’une lettre de Mersenne à Giovanni Battista Doni, qui cite Cousu et ses travaux en 1635 : « Nous avons aussi un jeune homme, maistre de la musique de S. Quentin, qui a faict un traicté fort ample des signes et diverses valeurs des mesures. Mais quoyqu'il soit peut-estre le plus habile homme de France entre les praticiens pour la musique théorique, on trouve cela si long et si inutile qu'on ne veut pas l'imprimer. Car l'on n'use plus maintenant dans tous les airs que du binaire et du ternaire, et il veut montrer que tous les aultres musiciens ne sçavent rien et qu'ilz commettent mille abus aux signes et cercles etc., au lieu que nous desirons tous icy, comme vous, qu'on nous delivre de ce fardeau et embarraz de poinctz, demy poictz, diminutions etc. [...] je vous donneray advis du livre de nostre musicien s'il l'imprime ».